# Cibrek Baroh
Cibrek Baroh is een bestuurslaag in het regentschap Aceh Utara van de provincie Atjeh, Indonesië. Cibrek Baroh telt 420 inwoners (volkstelling 2010).